# Torre idrica di Mar del Plata
La torre idrica di Mar del Plata è uno storico edificio della città di Mar del Plata in Argentina.

## Storia
La torre venne completata nel 1943. È stata successivamente dichiarata monumento storico.

## Descrizione
Si tratta di una torre idrica di 48 metri d'altezza che possiede un serbatoio con 500.000 litri di capacità. Alla sua base si trova un secondo e più grande serbatoio di 13.000.000 di litri di capacità.
La torre presenta uno stile neomedievaleggiante di derivazione inglese.

## Galleria d'immagini

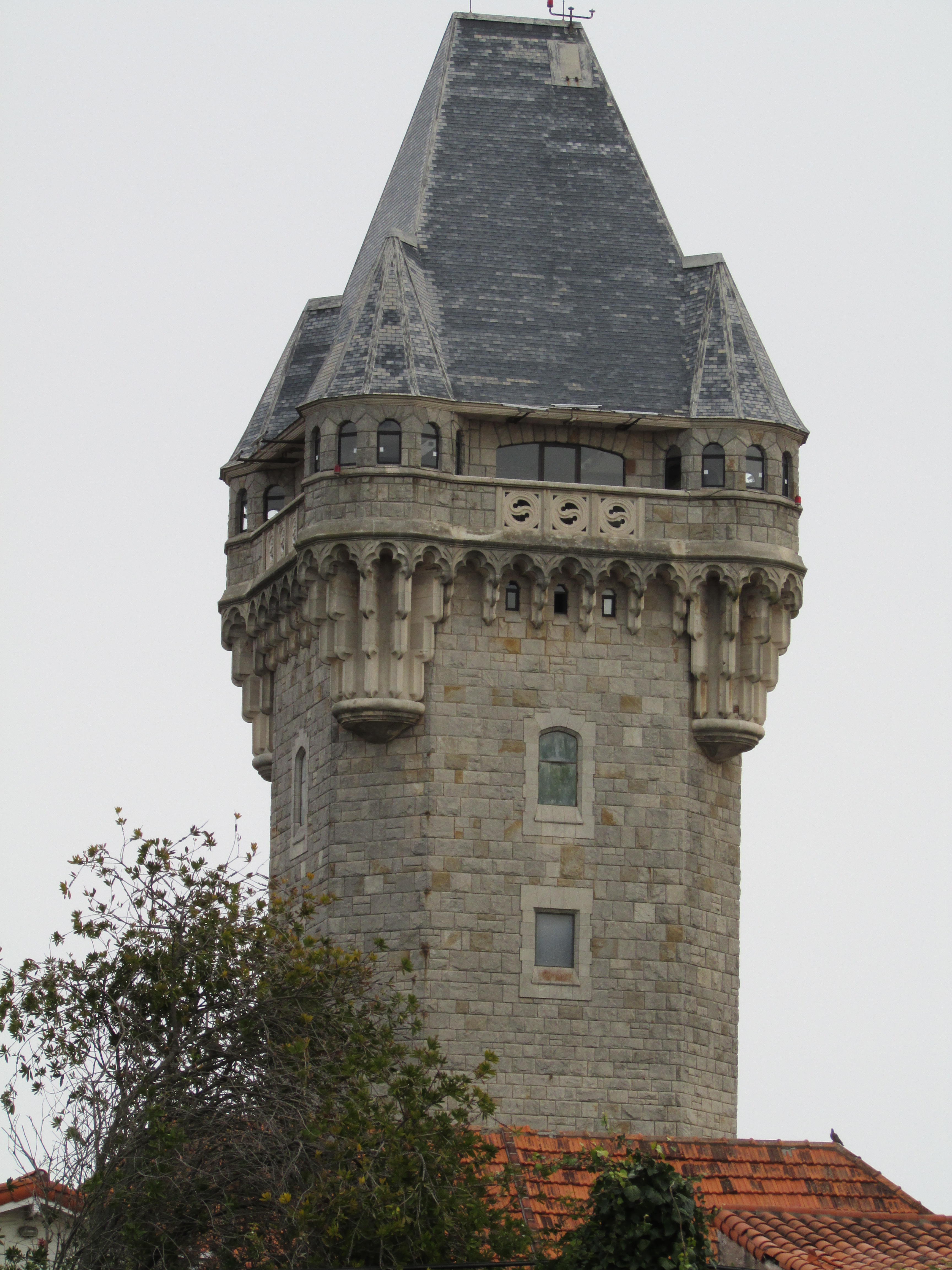
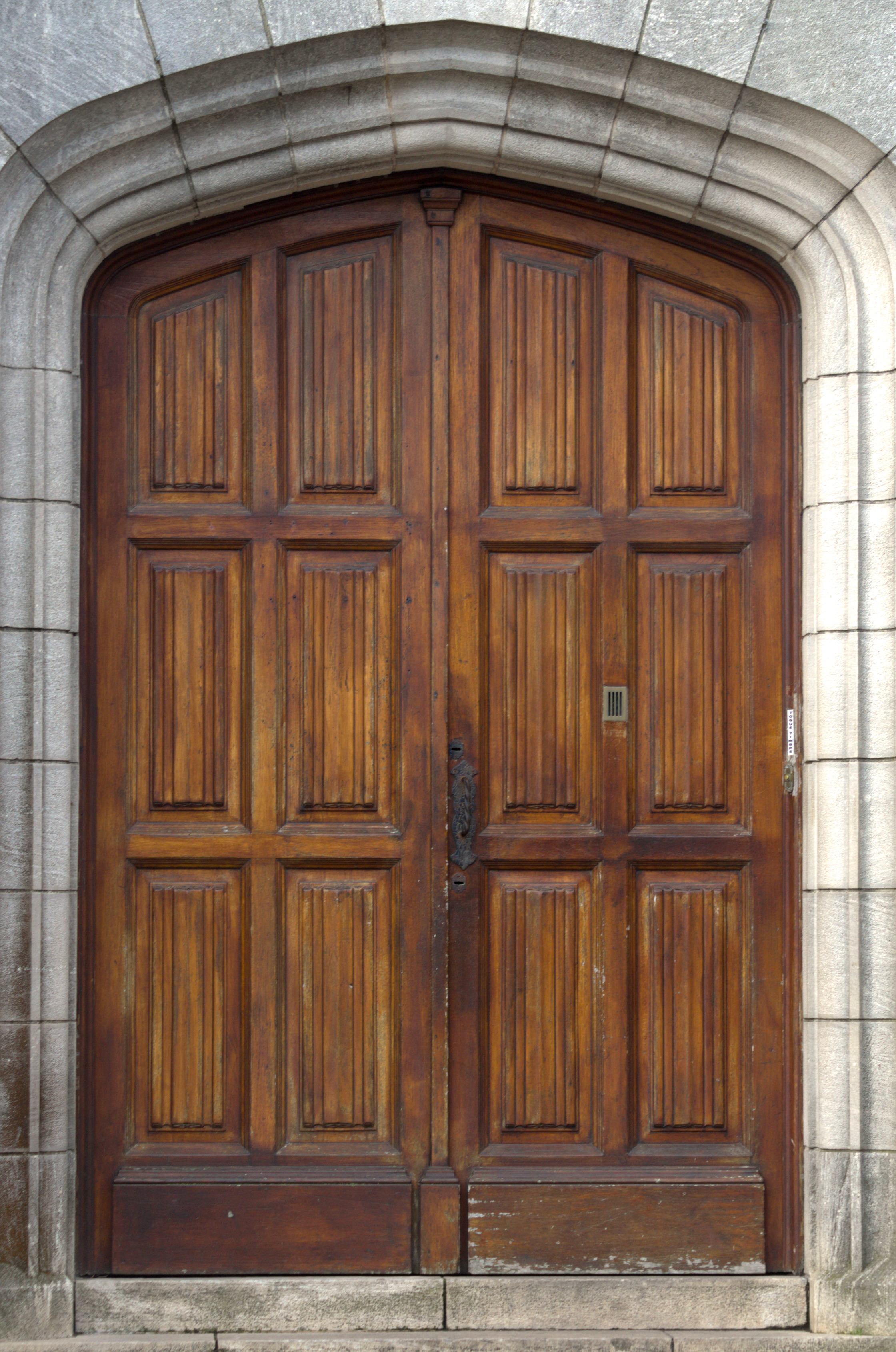
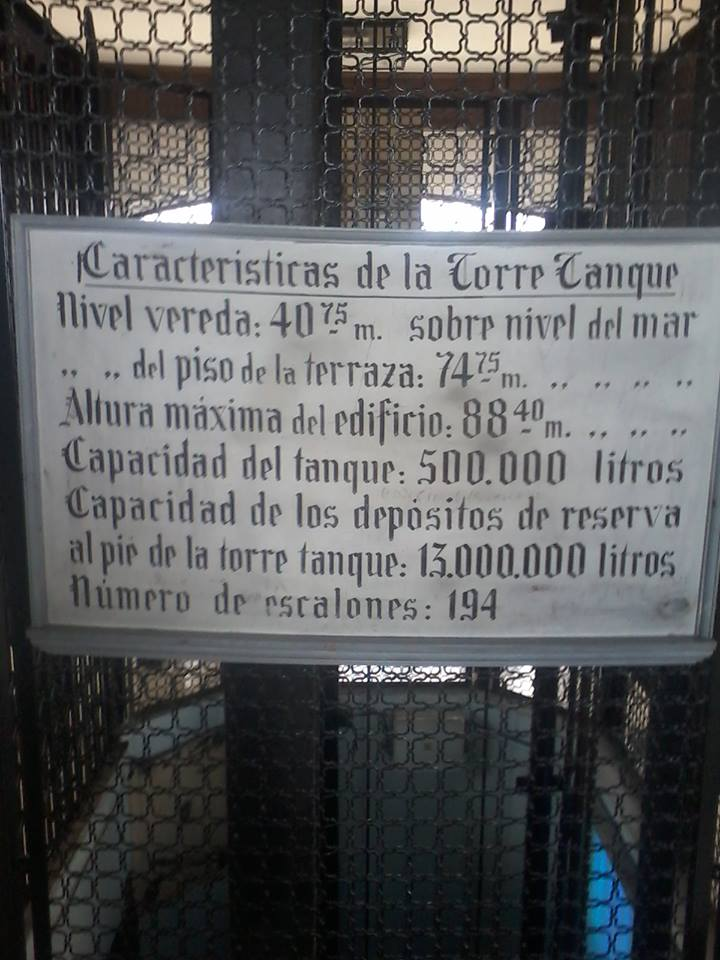